# Terminological inexactitude
Terminological inexactitude (deutsch terminologische Ungenauigkeit) ist eine Formulierung, die 1906 vom britischen Politiker und späteren Premierminister des Vereinigten Königreiches Winston Churchill geprägt wurde. Heutzutage wird die Redewendung im englischen Sprachraum als euphemistische Umschreibung für eine Lüge oder Unwahrheit vor allem im politischen Diskurs verwendet.
Churchill benutze die Formulierung zum ersten Mal während des Wahlkampfes zur britischen Unterhauswahl 1906. In einer Rede am 22. Februar 1906 im House of Commons unmittelbar nach der Wahl in seiner Rolle als Unterstaatssekretär des Kolonialamtes wiederholte er die Formulierung in einer Antwort auf die Frage, ob die Regierung die Versklavung chinesischer Arbeitskräfte in der britischen Kolonie Transvaal in Südafrika billigte. Churchill antwortete:

„The conditions of the Transvaal ordinance […] cannot in the opinion of His Majesty's Government be classified as slavery; at least, that word in its full sense could not be applied without a risk of terminological inexactitude.“

„Die Bedingungen der Transvaal-Verordnung […] können nach Meinung der Regierung Seiner Majestät nicht als Sklaverei eingestuft werden; zumindest könnte dieses Wort in seiner vollständigen Bedeutung nicht verwendet werden, ohne dass die Gefahr einer terminologischen Ungenauigkeit bestünde.“

Während die erstmalige Verwendung des Ausdrucks wohl im wörtlichen Sinne als umständliche Beschreibung für eine ungenaue oder unzutreffende Wortwahl gemeint war, änderte sich die Bedeutung bald hin zu einem Euphemismus für eine bewusst verbreitete Unwahrheit, also eine Lüge. Dementsprechend wird die Verwendung des Ausdrucks in der parlamentarischen Debatte beispielsweise im House of Commons als unparlamentarisch angesehen, da sich Mitglieder des britischen Unterhauses traditionell nicht gegenseitig der Lüge bezichtigen sollen.
Ähnliche Konventionen gelten beispielsweise auch im österreichischen Nationalrat und dem deutschen Bundestag, wo es einen Ordnungsruf für ein Mitglied nach sich ziehen kann, wenn von ihm/ihr ein anderes Mitglied der Lüge bezichtigt wird.